# Chris Howland
Chris Howland echte naam John Christopher Howland; (Londen, 30 juli 1928 – Rösrath, 29 november 2013) was een Engelse schlagerzanger, radio- en televisiepresentator, acteur en schrijver.

## Carrière
Chris Howland was de zoon van een BBC-redakteur in Southern England en had voor imker geleerd. In 1948 werd hij medewerker van de radiozender van het Britse leger British Forces Network, nu BFBS. Nog in hetzelfde jaar werd hij hoofdwoordvoerder en chef bij de afdeling Muziek. Bij de nieuwe soldatenzender werd veelzijdigheid geëist en zodus was Howland ook te beluisteren in de Adventures of Robin Hood. Meestal presenteerde hij de uitzendingen Family Favourites en Breakfast Club.

### Radio
Howland werd in 1952 aangesteld als diskjockey bij de radiozender NWDR, waar hij de uitzending Rhythmus der Welt presenteerde. Het woord diskjockey is door hemzelf uitgevonden en in Duitsland geïntroduceerd. Dankzij zijn Britse accent en zijn iets zware stem was hij snel geliefd bij zijn radioluisteraars. Later presenteerde hij de uitzending Spielereien mit Schallplatten. In een van zijn uitzendingen presenteerde hij zijn bijnaam 'Heinrich Pumpernickel', die later werd veranderd in 'Mr. Pumpernickel'. In 1954 verhuisde hij met BFN van Hamburg naar Keulen. In hetzelfde jaar begon hij weer bij NWDR, welke naam in 1956 werd gewijzigd in WDR. In 1959 ging hij tijdelijk naar zijn geboorteland om daar de tv-talkshow Peoples and Places te leiden, waarna hij in 1961 weer terugkeerde naar Duitsland. Daar presenteerde hij bij de radiozender WDR het programma Musik aus Studio B in 1961, dat dan eveneens door de televisie werd overgenomen en werd tot 1970 61 keer en van 1980 tot 1983 69 maal door de radiozender NDR2 uitgezonden. Vanaf juli 1961 presenteerde hij het programma Vorsicht Kamera.
In 1970 verliet hij Duitsland opnieuw voor zijn hotel op Mallorca. Daar was hij ook betrokken bij de oprichting van de eerste Duitstalige radiozender. In 1975 keerde hij weer terug naar Duitsland en presenteerde daar wederom radio- en televisieprogramma's. In de tekenfilm Asterix bei den Briten kreeg de Brit Teefax zijn stem. Zijn laatste uitzending, die hij presenteerde tot aan zijn dood in 2013 was wederom Spielereien mit Schallplatten, die in 2004 weer werd opgenomen door WDR4. De titelmelodie van alle uitzendingen was Melody fair van Robert Farnon.

### Film
In 1953 ging de tv-film Schlager-Expreß in première, waarin Howland als zanger optrad. Nadien was hij veelvuldig te zien in meerdere bioscoopfilms. In de romantische muziekfilm Ball der Nationen uit 1954 speelde hij Dr. Johnson, in Der Major und die Stieren speelde hij Sergeant Bobby. In de film Verlobung am Wolfgangsee speelde hij een jonge Engelsman. In de komedie Witwer mit fünf Töchtern van Heinz Erhardt uit 1957 vertolkte hij de rol van Mr. Printice en in Haus Vaterland uit 1959 de rol van Freddy.
Een verder hoogtepunt in zijn carrière was zijn deelname aan vijf Karl May-filmen in de jaren 1960. In de première (1963) van Winnetou (1) speelde hij Lord Tuff-Tuff. In de tweede Karl May-film Der Schut (1964) speelde hij de butler Archie. Hij kreeg na de hoofdrolspeler Lex Barker de op een na hoogste gage. De rol van Archie speelde hij ook nog eens in de film Durchs wilde Kurdistan (1965) en in het vervolg van Im Reich des Silbernen Löwen (1965). In hetzelfde jaar speelde hij voor de laatste keer in een Karl May-film in Das Vermächtnis des Inka (1966) als de Indio Don Parmesan, die de meeste tijd onder een deken siësta hield.

### Muziek
Na een vergeefse poging als zanger rondom 1959 had hij met het nummer Japanisches Abschiedslied zijn eerste commerciële succes. Zijn grootste succesnummers waren Fräulein (1958) en Das hab ich in Paris gelernt (1959) en werden beiden geproduceerd in Keulen door Hans Bertram. Beide nummers kwamen op de derde plaats in de Duitse Hitparade.

## Privéleven en overlijden
In 2002 werd hij onderscheiden met de Scharlih, de oudste prijs die met de naam Karl May verbonden is. In 2002 werden zijn memoires gepubliceerd met Yes, Sir! – Aus dem Blickwinkel eines Englischen Gastarbeiters. In de herfst van 2012 schonk hij zijn eenmans-opnamestudio uit 1986 aan het Phono- und Radiomuseum in Dormagen.
Ter gelegenheid van zijn 85ste verjaardag wijdde de SWR een televisie-uitzending aan hem. De opname van de daarin voorgestelde boeklezing werd voortgezet op 15 mei 2013 in Kerpen in Das kleine Landcafe.
Chris Howland overleed op 21 december 2013 op 85-jarige leeftijd in Rösrath bij Keulen en werd bijgezet in Friedwald Lohmar-Heide.

## Discografie
Singles
- 1957: Japanisches Abschiedslied (gezongen door Kay Cee Jones, met Duits commentaar van Chris Howland) / I wore dark glasses (Kay Cee Jones)
- 1958: Fräulein / Mama
- 1958: Susie Darling / The Rain Falls On Ev’rybody
- 1958: Verboten / Ja, ja, wunderbar
- 1959: Das hab’ ich in Paris gelernt / Blonder Stern
- 1959: Der Dumme im Leben ist immer der Mann (duet met Fred Bertelmann) / O Yes, Okay, Allright
- 1959: Patricia / Venus
- 1959: Es braucht nicht alles wahr zu sein / Kleines Mädchen aus Berlin
- 1960: Und schuld daran sind nur die Frau’n (duet met Fred Bertelmann) / Das macht ja nix
- 1960: Die Mutter ist immer dabei / Geh’n Sie nicht allein nach Hause
- 1961: Hundert schöne Frau’n / Elisabeth
- 1961: Gnädige Frau, wo waren sie gestern? / 1,2,3,4,5,6,7, wo ist meine Braut geblieben
- 1961: Hämmerchen-Polka / Sie weiß noch nicht, dass ich sie liebe
- 1962: Mädchen für alles / Cleopatra
- 1962: Sagst du alles deiner Frau (duet met Bill Ramsey) / Zwei alte Freunde (duet met Bill Ramsey)
- 1962: Das hat sich Tante Emma aus Italien mitgebracht / Das tut gut, das tut gut, das tut gut
- 1963: Knallbonbon / Schade, dass sie schon vergeben sind
- 1963: Ich teste ihre Küsse / Lilo, die tätowierte Dame
- 1964: Mini-Bikini / Pumpernickel und Babette
- 1965: Das wußt’ ich schon beim ersten Kuß / Wenn der Mond scheint
- 1965: Wenn ich James Bond wär’ / Jenkka, Jenkka, Blindekuh
- 1966: Superkalifragilistisch Expiallegorisch / Unterpfaffenhofen über Oberpfaffenhofen
- 1967: Was ein Mann von den Frau'n alles lernen kann / Schone deine Frau
- 1967: Jackson / Wie die Zeit vergeht
- 1969: Bäng-Bäng Lulu / Tante Frieda schreibt an einem Sex-Roman
- 1971: Kein Platz, wo mein Auto parken kann / Dear Ann
- 1975: Europa hieß die Dame / Agathe
- 1976: Wischi-Waschi, Bla Bla Bla / Was mich nicht schlafen lässt
- 1979: Lass’ uns in den Garten geh’n / Der Apfel fällt nicht weit vom Stamm
- 1981: Ich fahr’ gerne ans Meer / Die Mädchen made in Germany
- 1982: Bäng-Bäng Lulu
- 1988: Ich mag nur einen Dudelsack / Hipp Hipp Hurra dem Jubilar

Verdere titels
- 1963: Die Kneipe am Moor (uit de film Der Henker von London)
- 1969: …und das elektrische Klavier (uitgebracht op de sampler Betty's Beat-Box-Haus, Label: Cornet)
- 1969: Mein Vogel (uitgebracht op de sampler Betty's Beat-Box-Haus, Label: Cornet)

Albums
- 1968: Die tollen Zwanziger Jahre – Chris Howland im Bonnie and Clyde-Sound (SR International)
- 1988: Ein Festival der Rübe (Polyphon)
- 1993: Fraulein (Bear Family)
- 2005: Chris Howland (uit de reeks Electrola Stars – Schlager & Stars) (EMI)
- 2013: Thank You, Mr. Pumpernickel – Seine größten Erfolge (Musictales)
- 2014: Das Beste von Chris Howland (Delta Music)

Samplers
- 1989: Chris Howland präsentiert Musik aus Studio B – Folge 1 (Ariola)
- 1989: Chris Howland präsentiert Musik aus Studio B – Folge 2 (Ariola)
- 1989: Chris Howland präsentiert Musik aus Studio B – Folge 3 (Ariola)

## Publicaties
- 1995: Happy Days? Verhalen. Voorwoord van Elke Heidenreich. Kiepenheuer & Witsch, Köln, ISBN 3-462-02454-X.
- 1999: Ganz Deutschland lacht!. Co-auteur naast Dieter Thoma en Michael Lentz. dtv, München, ISBN 3-423-24171-3.
- 2003: Kennen Sie den? Die Lieblingswitze der Deutschen. Co-auteur naast Dieter Thoma en Peter Jamin. dtv, München, ISBN 978-3-423-24377-3.
- 2006: Deutschland lacht wieder. Das Leben der Deutschen im Spiegel ihrer Witze. Co-auteur naast Dieter Thoma en Peter Jamin. dtv, München, ISBN 978-3-423-24574-6.
- 2009: Yes, Sir! Aus dem Blickwinkel eines englischen Gastarbeiters. Kindler Verlag, Reinbek bij Hamburg, ISBN 978-3-463-40565-0.

## Filmografie

### Bioscoopfilms
- 1954: Ball der Nationen
- 1955: Der Major und die Stiere
- 1956: Küss mich noch einmal
- 1956: Verlobung am Wolfgangsee
- 1957: Frauen sind für die Liebe da
- 1957: Witwer mit fünf Töchtern
- 1959: Tausend Sterne leuchten
- 1959: Das blaue Meer und Du
- 1960: Das hab ich in Paris gelernt
- 1960: Gauner-Serenade
- 1961: Schlagerparade 1961
- 1961: Am Sonntag will mein Süßer mit mir segeln gehn
- 1962: Das Geheimnis der schwarzen Koffer
- 1962: Tanze mit mir in den Morgen
- 1962: Die Post geht ab
- 1963: Der schwarze Panther von Ratana
- 1963: Die weiße Spinne
- 1963: Und wenn der ganze Schnee verbrennt
- 1963: Der Henker von London
- 1963: Winnetou 1. Teil
- 1964: Unsere tollen Tanten in der Südsee
- 1964: Frühstück mit dem Tod
- 1964: Die Diamantenhölle am Mekong
- 1964: Der Schut
- 1964: Fanny Hill
- 1964: Halløj i himmelsengen
- 1965: Das Vermächtnis des Inka
- 1965: Durchs wilde Kurdistan
- 1965: Im Reiche des silbernen Löwen
- 1966: Agent 505 – Todesfalle Beirut
- 1966: Sartana
- 1969: Rote Lippen – Sadisterotica
- 1969: Küss mich, Monster
- 1982: Wer spinnt denn da, Herr Doktor?
- 1991: Farßmann oder Zu Fuß in die Sackgasse
- 2007: Neues vom Wixxer

### Televisie
- 1955: Die letzte Nacht der Titanic
- 1970: Das Mädchen seiner Träume
- 1971: Glückspilze
- 1979: Noch ’ne Oper
- 1980: Hollywood, ich komme
- 1982: Das Traumschiff: Grenada
- 1986: Fraulein – Ein deutsches Melodram
- 1990: Hotel Paradies
- 2004: Unser Charly: Geheime Wege
- 2007: Die Märchenstunde: Aschenputtel – Für eine Handvoll Tauben

### Televisie-uitzendingen
- 1953: Der Schallplatten-Jockey
- 1958: Cocktail
- 1958–1960: People and Places
- 1961: Stippvisite
- 1961–1969: Musik aus Studio B
- 1961–1963: Vorsicht Kamera
- 1962–1963: Tele-Jockey
- 1968–1969: Betty's Beat-Box-Haus
- 1976: Gestatten neue Platten
- 1977: Pop'77
- 1982: Chris Howland presenteert topprestaties, uit het Guinness Book of Records
- 1983–1987: Souvenirs, Souvenirs
- 1991: Vorsicht Kamera
- 1993: Küsse unterm Regenbogen
- 1994: Sternschnuppen
- 2007: Der große Witze-Abend
- 2009: (Za., 8.8. 16.15) Lafer!Lichter!Lecker! Gasten: Chris Howland en Ingo Oschmann
- 2011: Germaine Damar – Der tanzende Stern

### Als gastster
- 1960 (14 mei): Schlager, Hits und Evergreens
- 1961 (26 augustus): Großstadtmelodie
- 1962 (29 december): Der vorvorletzte Tag
- 1964 (11 april): Bonsoir, Kathrin!
- 1966 (18 december): Stars in der Manege
- 1966 (31 december): Es funkeln die Sterne – Eine musikalische Silvesterreise um die Welt
- 1968: Schlager für Schlappohren
- 1969 (27 maart): Der goldene Schuß
- 1970 (13 juni): Rudi Carrell Show: Flughafen
- 1970 (31 december): Pauls Silvesterparty
- 1971 (7 oktober): Die Vico-Torriani-Show
- 1972 (6 juli): Dalli Dalli
- 1975 (17 mei): Am laufenden Band
- 1976 (6 maart): Musik ist Trumpf
- 1976 (31 december): Jetzt geht die Party richtig los
- 1977 (19 april): Klimbim
- 1977 (19 juli): Klimbim
- 1978 (22 april): Musik ist Trumpf
- 1978 (12 juni): disco
- 1979 (10 maart): Sing mir das Lied noch einmal
- 1980 (25 februari): disco
- 1980 (23 oktober): So wird's nie wieder sein
- 1981: Goldene Europa
- 1982 (27 mei): Mit Musik geht alles besser
- 1986 (30 juli): Showgeschichten
- 1986 (7 december): Kinder – wie die Zeit vergeht: 40 Jahre RIAS
- 1987: Frankobella: Sketchshow met Frank Zander
- 1992: Sonntagstiere SAT 1
- 1996 (10 juli): Zimmer frei!
- 2001 (30 augustus): Die Stunde der Stars
- 2007 (24 februari): DAS!
- 2007 (16 maart): Volle Kanne
- 2007 (17 juni): Einfach Alsmann
- 2008 (13 juli): DAS!
- 2009 (8 augustus): Lafer! Lichter! Lecker! Gasten: Chris Howland en Ingo Oschmann
- 2009 (28 augustus): Die Tietjen und Dibaba
- 2009 (18 december): Kölner Treff
- 2010 (20 november): 40 Jahre Bläck Fööss – Die lange Nacht im WDR-Fernsehen

## Radioreeksen
- Musik aus Studio B (1961–197?, 1980–1983: NDR2)
- Spielereien mit Schallplatten (1950er-Jahre – 19??: NWDR, later WDR; 2004–2013: WDR4)

## Hoorspelen
- 1970: Rolf Biebricher: Peter Armstrong lebt gefährlich – Regie: Klaus Groth, Jörg Franz (misdaadhoorspel – SR)
- 1989: Peter Jacobi, Gert Roland: Das Mitmach-Hörspiel: Achtung Aufnahme! (John McDough) – Regie: Klaus Wirbitzky (hoorspel – WDR)

- Gemeinsame Normdatei: 115770453
- International Standard Name Identifier: 0000 0001 1769 8968
- Library of Congress Control Number: n2001154653
- MusicBrainz: a3384da9-7098-4fdb-aff8-6b1f151048c6
- Bibliotheek van het Japanse parlement: 00958659
- Nationale Bibliotheek van Israël: 987007317768305171
- Nederlandse Thesaurus van Auteursnamen: 185887503
- Système universitaire de documentation: 082939926
- Virtual International Authority File: 72130891
- WorldCat: E39PBJf4h667Cr8HRJm6qjb8G3